# Орден «За заслуги» (Бутан)
Национальный орден «За заслуги» (англ. National Order of Merit) — пятая по важности награда Королевства Бутан. Учреждён в 2008 году королём Бутана Джигме Кхесаром Намгьял Вангчуком.

## Статут
Состоит из трёх степеней: первая из золота, вторая из серебра, третья из бронзы.
Каждый орден представляет собой медальон с изображением короля в профиль, в окружении восьми цветочных лепестков, находящихся в восьмиконечной стилизованной звезде. Орден прикреплён прямо к ленте тёмно-оранжевого цвета с более светлым оттенком по краям.